# Wojciechów (wieś w gminie Przedbórz)
Wojciechów – wieś w Polsce, położona w województwie łódzkim, w powiecie radomszczańskim, w gminie Przedbórz.
| SIMC    | Nazwa   | Rodzaj    |
| ------- | ------- | --------- |
| 0549140 | Za Górą | część wsi |
| 0549157 | Za Wodą | część wsi |

W latach 1975–1998 miejscowość należała administracyjnie do województwa piotrkowskiego.
Wierni Kościoła rzymskokatolickiego należą do parafii św. Aleksego w Przedborzu.